# Клин (73625439111)
Клин (рос. Клин) — селище в Ніколаєвському районі Ульяновської області Російської Федерації.
Населення становить 182 особи. Входить до складу муніципального утворення Канадейське сільське поселення.

## Історія
Від 2004 року входить до складу муніципального утворення Канадейське сільське поселення.

## Населення
| 2010 |
| ---- |
| 182  |